# 양산 통도사 청동여래좌상 및 청동사리탑
양산 통도사 청동여래좌상 및 청동사리탑(梁山 通度寺 靑銅如來坐像 및 靑銅舍利塔)은 대한민국 경상남도 양산군 하북면에서 출토된 청동으로 된 불상과 사리탑이다. 
1979년 5월 2일 경상남도의 유형문화재 제104호 청동여래좌상 및 청동사리탑으로 지정되었다가, 2018년 12월 20일 현재의 명칭으로 변경되었다.

## 개요
경상남도 양산군 하북면에서 출토된 청동으로 된 불상과 사리탑이다. 
불상은 불꽃무늬가 새겨진 광배(光背)를 배경으로 앉아 있는데, 투박하게 만들어진 데다가 표면의 부식이 심해서 확실한 특징을 살피기 어렵다.
머리에는 작은 소라 모양의 머리칼을 붙여 놓았으며, 정수리에는 상투 모양의 머리묶음이 솟아 있다. 얼굴은 코와 입이 작게 표현되어 균형미를 잃고 있다. 옷은 양 어깨에 걸치고 있으며 왼쪽 어깨와 허리 아래 부분에 옷주름이 새겨져 있다. 오른손은 어깨 높이에서 손끝을 위로 향하여 손바닥을 보이고 있으며, 왼손은 배꼽 부위에서 들고 있다. 다리 부분은 상체에 비해 너무 작게 표현하여 전체적으로 조화를 이루지 못하고 있다. 
11.3cm의 작은 크기의 불상인 점으로 보아 가지고 다니기 위한 용도로 만든 것으로 보이고 만든 연대는 고려시대로 추정된다. 
청동으로 만든 사리탑은 현재 3층의 몸체 부분과 상륜부가 남았으며, 기단부분은 훼손이 심해서 확실한 형태를 알 수 없다. 남아 있는 부분을 통해 3층의 몸체는 목조탑을 충실히 모방하였고, 상륜부는 일반 석탑의 형태를 따르고 있음을 알 수 있다. 3층 지붕의 네 모퉁이에는 풍경을 달아 놓고 있으며 목조 건물의 기와처럼 골을 새기고 있다. 
비록 완성된 형태는 아니지만 고려시대의 사리함과 탑파 연구에 귀중한 자료가 된다.

## 참고 자료
- 양산 통도사 청동여래좌상 및 청동사리탑 - 국가유산청 국가유산포털